# Dionisio Baixeras
Dionisio Baixeras Verdaguer (Barcelona, 1862-1943), Dionís Baixeras i Verdaguer en catalán, fue un pintor y dibujante naturalista español.

## Biografía
Con quince años ingreso en la Escuela de la Lonja de su ciudad natal. Defendió un arte de inspiración cristiana. Fue uno de los fundadores del Círculo Artístico de San Lucas. Su pintura es de tipo historicista, influenciada por la Escuela de Olot. Sus obras se exponen en diversos museos como:
- Musée d'art et d'industrie de Roubaix, Francia
- Museo de Bellas Artes de Asturias
- Retrato de un botero en la Barceloneta, (1890), Biblioteca Museo Víctor Balaguer
- «Boatmen of Barcelona», (1886), The Metropolitan Museum of Art, Nueva York

Además, este hizo un libro donde se encuentran muchis de sus dibujos. Este libro se llama Barcelona vista por Dionisio Baixeras porque contiene solamente dibujos de Barcelona.